# Ocupación británica de las islas Feroe
La ocupación británica de las islas Feroe durante la Segunda Guerra Mundial, también conocida como operación Valentine, se implementó inmediatamente después de la invasión alemana de Dinamarca y Noruega. Fue un pequeño episodio de la participación de los países nórdicos en la Segunda Guerra Mundial.
En abril de 1940, el Reino Unido ocupó las estratégicamente importantes islas Feroe para prevenir una posible invasión alemana. La ocupación fue en todo momento pacífica y no hubo ningún tipo de violencia durante dicha ocupación, incluso económicamente fue muy provechosa para las islas puesto que los pescadores pudieron vender sus capturas en el Reino Unido, a un alto precio, en un momento de grave escasez debido a las restricciones provocadas por la guerra. Las tropas británicas se retiraron poco después del final de la guerra.

Mapa de las islas Feroe

## Ocupación
En el momento de la ocupación, las Islas Feroe tenían el estatus de amt (condado) de Dinamarca. Tras la invasión y ocupación de Dinamarca el 9 de abril de 1940, las fuerzas británicas lanzaron la Operación Valentine para ocupar las islas Feroe. El 11 de abril, Winston Churchill, entonces Primer lord del Almirantazgo, anunció a la Cámara de los Comunes que las islas Feroe serían ocupadas:

También estamos en este momento ocupando las islas Feroe, que pertenecen a Dinamarca y que son un punto estratégico de gran importancia, y cuya gente mostró toda la disposición para recibirnos con calurosa consideración. Protegeremos a las Islas Feroe de todas las severidades de la guerra y nos estableceremos allí convenientemente por mar y aire hasta que llegue el momento en que sean devueltas a Dinamarca, liberadas de la repugnante servidumbre en la que han sido sumidas por la agresión alemana.

Se transmitió un anuncio de radio en la BBC. Un avión de la Royal Air Force (RAF) fue visto sobre la capital de las Islas Feroe, Tórshavn, el mismo día. El 12 de abril, dos destructores de la Royal Navy llegaron al puerto de Tórshavn. Tras una reunión con Carl Aage Hilbert (el prefecto danés de las islas) y Kristian Djurhuus (presidente del Løgting, el Parlamento de las islas Feroe), se convocó una reunión de emergencia del Løgting esa misma tarde. Los miembros independentistas intentaron declarar la independencia de las islas Feroe del Reino de Dinamarca, pero no consiguieron los apoyos necesarios. Posteriormente se hizo un anuncio oficial anunciando la ocupación y ordenando un apagón nocturno en Tórshavn y la vecina Argir, la censura de correos y telégrafos y la prohibición del uso de vehículos motorizados durante la noche sin permiso.

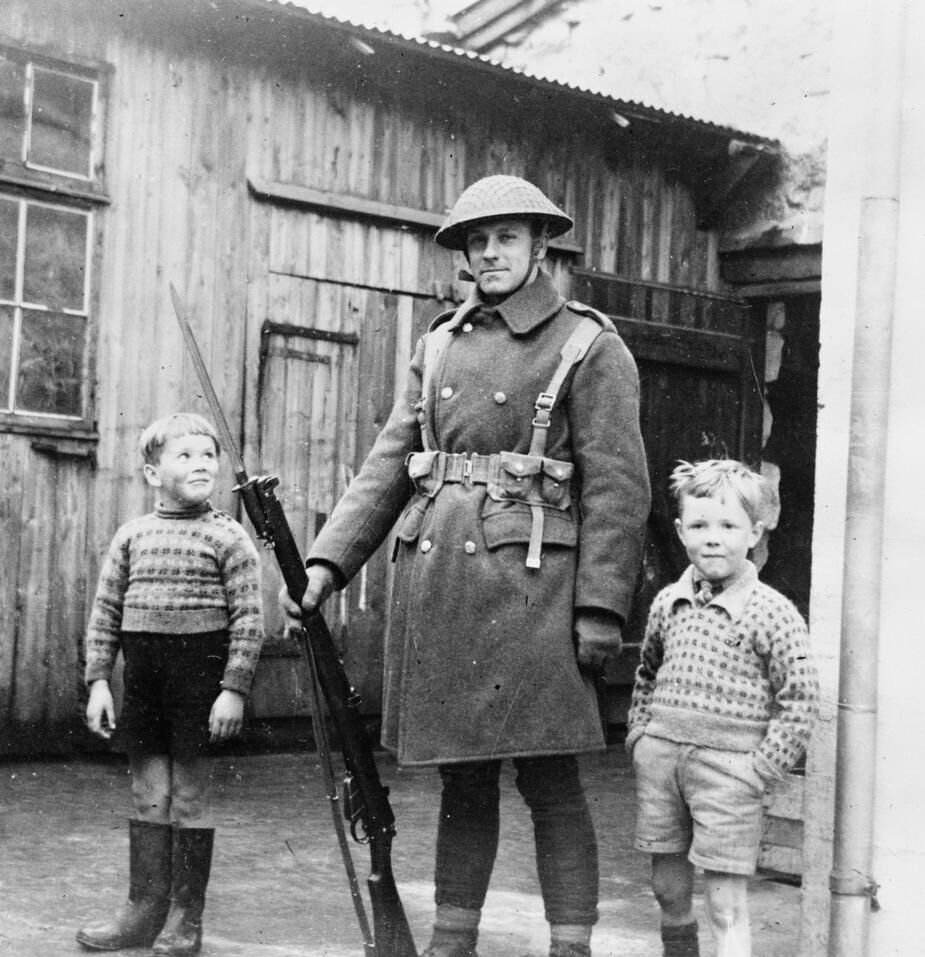
Un soldado británico junto a dos niños locales en la localidad de Tórshavn

El 13 de abril, el crucero de la Royal Navy HMS Suffolk llegó a Tórshavn. El coronel T. B. W. Sandall (el comandante militar británico) y Frederick Mason (el nuevo cónsul británico en las islas Feroe) se reunieron luego con el prefecto danés. El prefecto respondió con lo que Sandall interpretó como una protesta formal, aunque Hilbert sostuvo que debido a la ocupación de Dinamarca no podía representar formalmente al gobierno danés. Aceptó debidamente los términos británicos sobre la base de que el Reino Unido no trataría de interferir en los asuntos internos de las islas. Los Løgting realizaron una protesta formal, aunque expresaron el deseo de mantener relaciones amistosas. Desembarcaron unos 250 Royal Marines, que luego fueron reemplazados por otras tropas británicas. Se mantuvieron relaciones cordiales entre las fuerzas británicas y las autoridades de las Islas Feroe. En mayo, los Royal Marines fueron reemplazados por soldados de los Lovat Scouts, un regimiento escocés. En 1942, fueron reemplazados por los Cameronians (Scottish Rifles). A partir de 1944, la guarnición británica, que en su momento más álgido alcanzó los 8000 soldados, se redujo considerablemente. 
El escritor británico Eric Linklater formó parte de la guarnición británica y su novela de 1956 The Dark of Summer se desarrolla íntegramente en las islas Feroe durante los años de guerra.
El 20 de junio de 1940, seis barcos de la Armada de Suecia llegaron a las islas Feroe. Cuatro, HSwMS Psilander, Puke, Romulus y el Remus, eran destructores comprados a Italia. El quinto, era el barco de pasajeros Patricia, que posteriormente se iba a utilizar para llevar a la tripulación de los destructores a Italia y traer de regreso a los pasajeros civiles. El sexto, el buque cisterna Castor, se convirtió al estado naval para abastecer de combustible a los barcos. La Royal Navy se apoderó de todos los barcos bajo amenaza armada y los trasladó a las islas Orcadas. Aunque Suecia era neutral y no estaba en guerra, Gran Bretaña temía que Alemania se apoderara de los barcos si continuaban hacia Suecia. Después de intensas negociaciones políticas, Suecia consiguió recuperarlos. La Royal Navy había desmantelado el equipo y causado daños importantes a los barcos, por lo que Gran Bretaña tuvo que pagar posteriormente una indemnización. El comandante sueco fue duramente criticado por otros oficiales por ceder los barcos sin resistencia.

## Consecuencias

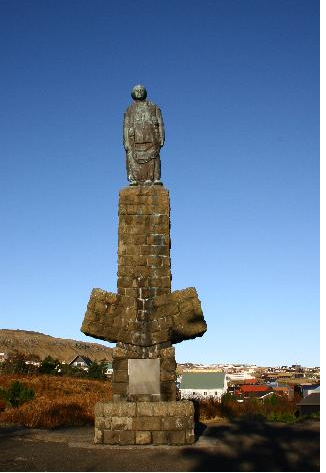
Minnisvarðin, en honor a los 210 hombres que murieron en el mar durante la Segunda Guerra Mundial. Erigido en 1956.

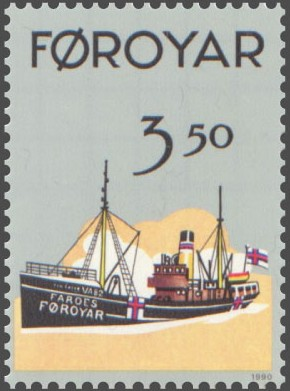
Sello postal feroés que muestra el arrastrero Nýggjaberg, que se perdió el 28 de marzo de 1942

Los veteranos británicos han erigido una placa en la catedral de Tórshavn en la que expresan su agradecimiento por la amabilidad que les ha mostrado el pueblo de las Islas Feroe durante su presencia. Aproximadamente 170 matrimonios tuvieron lugar entre soldados británicos y mujeres de las islas; el cónsul británico, Frederick Mason (1913-2008) también se casó con una mujer local, Karen Rorholm.
Las islas sufrieron ataques ocasionales de aviones de la Luftwaffe, pero los alemanes nunca intentaron una invasión. Las minas marinas a la deriva resultaron ser un problema considerable y provocaron la pérdida de numerosos barcos de pesca y sus tripulaciones. El arrastrero Nýggjaberg se hundió, el 28 de marzo de 1942, cerca de Islandia, al chocar contra una mina; veintiún marineros murieron en la peor pérdida de vidas de las islas durante la guerra. Los barcos de las feroés tenían que izar la bandera de las islas Feroe y pintar FAROES / FØROYAR en los costados de los barcos, lo cual permitía a la Royal Navy identificarlos como «amigos».
Para evitar la inflación, los billetes de coronas danesas que circulaban en las islas estaban sellados con una marca que indicaba su validez únicamente en las islas Feroe. El valor de la Corona feroesa (técnicamente la corona danesa en las Islas Feroe) se fijó en 22,4 coronas por libra esterlina. Se emitieron billetes de emergencia y los billetes de las islas Feroe fueron posteriormente impresos por Bradbury Wilkinson & Co en Inglaterra.
Durante la ocupación, el Løgting recibió plenos poderes legislativos, aunque limitados temporalmente dada la ocupación de Dinamarca. Aunque en el referéndum de Islandia de 1944, Islandia se convirtió en una república independiente, Churchill se negó a aprobar un cambio en el estado constitucional de las islas Feroe mientras Dinamarca todavía estuviera ocupada. Tras la liberación de Dinamarca y el final de la Segunda Guerra Mundial en Europa, la ocupación terminó en mayo de 1945 y los últimos soldados británicos se marcharon en septiembre. La experiencia del autogobierno en tiempos de guerra dejó un regreso al estado anterior a la guerra de un amt (condado) poco realista e impopular. El plebiscito sobre la independencia de las Islas Feroe de 1946 condujo a la autonomía local dentro del reino danés en 1948.
La principal señal tangible de la presencia británica en las islas es la pista del aeropuerto de Vágar. Otros recordatorios incluyen los cañones navales en la fortaleza de Skansin en Tórshavn, que sirvió como cuartel general militar británico durante la ocupación. Un recordatorio constante es el amor de las Islas Feroe por el fish and chips (pescado y patatas fritas) y el chocolate británico como el Dairy Milk (que es una marca de chocolates británicos que se puede encontrar fácilmente en las tiendas de las islas, pero no en Dinamarca). Después de la ocupación, los casos de esclerosis múltiple aumentaron en las Islas Feroe, algo que neuroepidemiólogos estadounidenses y alemanes como John F. Kurtzke y Klaus Lauer atribuyen a la presencia de soldados británicos ocupantes que se recuperaban de la esclerosis múltiple en las islas.
En 1990, el gobierno de las Islas Feroe organizó la Semana Británica, una celebración con motivo del 50.º aniversario de la ocupación amistosa de las islas. A la celebración asistieron la fragata HMS Brilliant y una banda de honor de los Royal Marines. Sir Frederick Mason, ex cónsul británico en tiempos de guerra en las Islas Feroe, también estuvo presente, de 76 años.

### Bajas
Más de 200 marineros de las Islas Feroe perdieron la vida en el mar durante la Segunda Guerra Mundial, la mayoría debido a distintos actos de guerra. Un monumento en su memoria se encuentra en el parque municipal de Tórshavn. Varios buques de las Islas Feroe fueron bombardeados o hundidos por submarinos alemanes o por minas marinas a la deriva. Los barcos pesqueros de las islas, pescaban en el mar cerca de Islandia y en los alrededores de las Islas Feroe y posteriormente transportaron sus capturas al Reino Unido para su venta.

## Aeropuerto

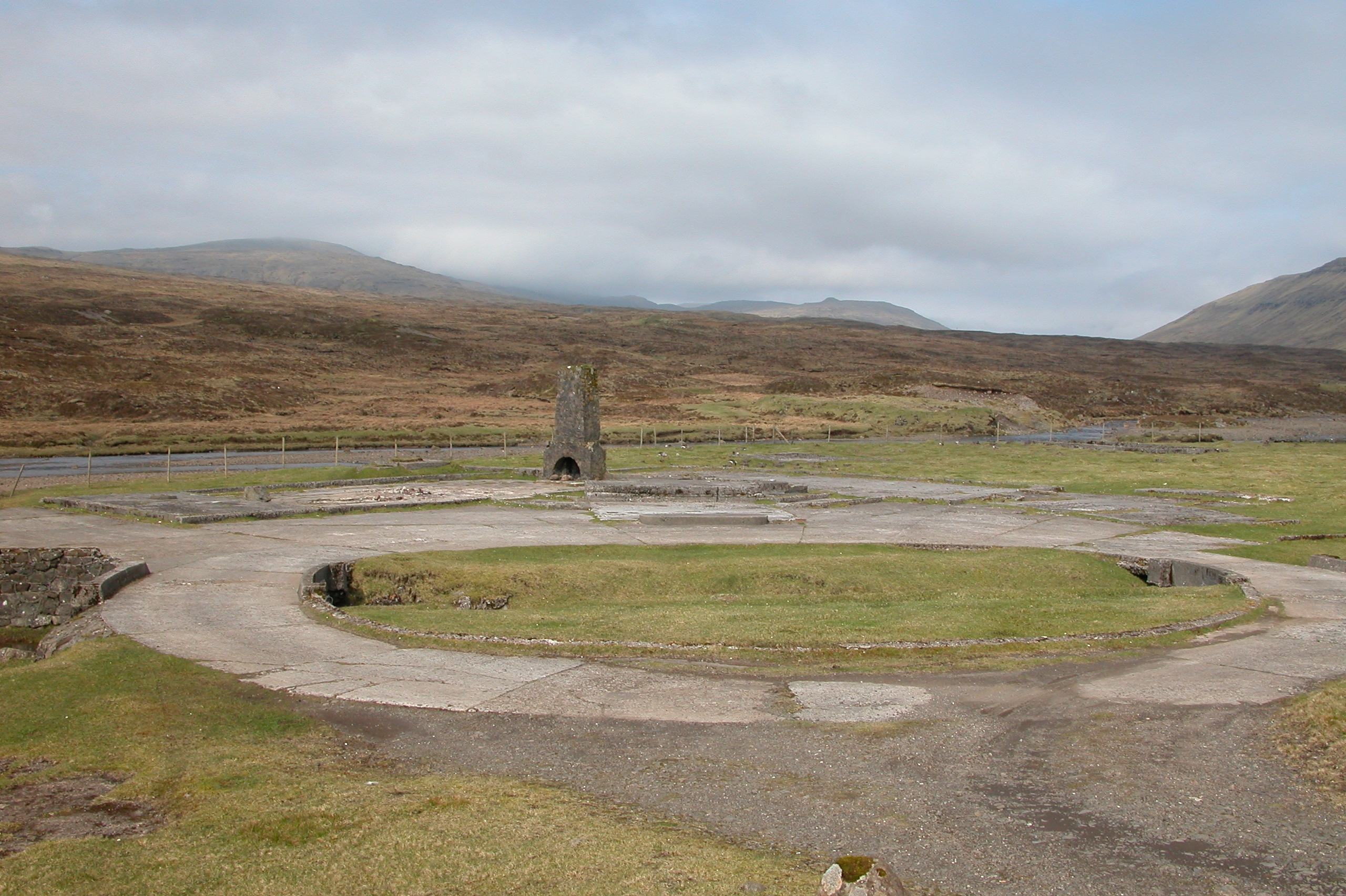
Restos del cuartel británico en el aeropuerto de Vágar

El único aeródromo de las islas Feroe fue construido en 1942-1943 en la isla Vágar por los Royal Engineers bajo el mando del teniente coronel William E. Law. La mayoría del personal británico en las islas Feroe estaba estacionado en Vágar, principalmente trabajando en la construcción del aeródromo. Abandonado después de la guerra, fue reabierto como aeropuerto de Vágar en 1963.